# Даунтонска опатија
Даунтонска опатија (енгл. Downton Abbey) је британска драмска историјска телевизијска серија чији је творац Џулијан Фелоуз. Премијерно је емитована од 26. септембра 2010. до 25. децембра 2015. године.
Радња серије је смештена у период од 1912. до 1926. године и прати животе британске аристократске породице Кроли и њихове послуге.
Серија је добила високе оцене и похвале критичара, а прву епизоду је гледало више од 11 милиона људи. Освојила је бројне награде, укључујући Златни глобус за најбољу мини-серију или телевизијски филм и награду Еми за најбољу мини-серију или филм, најбољу споредну женску улогу у мини-серији или ТВ филму и најбољег режисера мини-серије. Добила је највише номинација од свих међународних ТВ серија у историји награда Еми, са укупно 27, током прве две сезоне. У септембру 2011. године „Даунтонска опатија” је ушла у Гинисову књигу рекорда као серија са највишим оценама критичара. Емитована је у више од 220 држава, а глобална гледаност износи број од 120 милиона гледалаца. Даунтонска опатија је најгледанија ТВ серија емитована на ITV и PBS, као и најгледанија британска костимирана драма још од серије „Повратак у Брајдшид” из 1981. године. У септембру 2019. године изашао је истоимени филм, који представља наставак серије.
У Србији серија је емитована више пута на програмима Радио-телевизије Србије (сезоне 1-6) и Радио-телевизије Војводине (сезоне 1-5), а од новембра 2018. се емитује и на телевизији Суперстар.

## Радња

### 1. сезона
Роберт и Кора Кроли, лорд и леди од Грантама, имају три ћерке — Мери, Идит и Сибил, али немају мушких потомака, те ће по закону њихово велико имање припасти најближем рођаку уместо њиховој најстаријој кћерки Мери. Леди Мери је пристала да се уда за свог другог рођака Патрика, сина тадашњег претпостављеног Џејмса Кролија. Серија почиње дан након потапања Титаника у априлу 1912, када Кролијеви сазнају да су и Џејмс и Патрик погинули у потапању. У потрази за новим наследником, налазе још даљег мушког рођака, Метјуа Кролија, адвоката, припадника средње класе. Упркос њиховој понизности и љупкости, Метјуа и његову мајку Изобел не дочекује топла добродошлица. Мери и њена баба ће искористити сваку прилику да их понизе и ставе им до знања да нису исти ниво. Међутим, гроф и грофица ће се трудити да се према њима опходе онако како доликује и како заслужују, па макар то било противно жељама њихових кћерки и мајке. Радња се у почетку усредсређује на однос између леди Мери и Метјуа, који се одупире прихваћању аристократског начина живота, док се леди Мери опире чињеници да јој се нови наследник допада.
Послугу породице предводе лојални господин Карсон (батлер) и госпођа Хјуз (домаћица). Госпођа Патмор је куварица, Дејзи је њена помоћница, а Ана је собарица, која се заљубљује у Џона Бејтса, новог личног слугу лорда Грантама. Томас Бароу, хомосексуалац, амбициозног млади лакеј, замера Бејтсу преузимање позиције коју је желео за себе. Бејтс и Томас остају у сукобу док Бароу покушава да саботира сваки Бејтсов потез. Након што је сазнао да је Бејтс недавно пуштен из затвора, Томас и госпођица О’Брајен (лична слушкиња леди Грантам) почињу немилосрдну свађу која готово доводи Кролијеве у скандал. Томас и О’Брајенова стварају расуло у живота већине послуге. Када је Томас ухваћен у крађи, он одлучује да се придружи медицинском корпусу Краљевске војске. Вилијам је други лакеј и несрећно је заљубљен у Дејзи.
Крајем сезоне, Метју проси Мери. Међутим након што њена мајка остане трудна, због евентуалне могућности да је дете мушко и да због њега Метју остаје без наследства, Мери га одбија, на наговор тетке Розамунд. Још један разлог је тај што је, пре брака, спавала са гостом у Даунтону, турским амбасадором, Кемалом Памуком (који је преминуо у кревету), што је у то време било незамисливо. Повређени Метју напушта Даунтон. За то време, Кора помаже Вајолет да нађе личну слушкињу, међутим О’Брајенова их чује и мисли како Кора жели да је замени. Током купања, подмеће јој сапун на под, те се Кора оклизне и губи дете. О’Брајенова убрзо схвата какву је ужасну грешку направила. У последњој сцени сезоне, током забаве у башти, Роберт Кроли, лорд Грантам, добија телеграм у коме је обавштен да је проглашен Први светски рат. Тиме се завршава прва сезона Даунтонске опатије.

### 2. сезона
Друга сезона прати догађања током Првог светског рата, од битке на Соми (1916), до епидемије шпанске грознице (1918).
Метју, који је напустио Даунтон, сада је официр британске војске и верен је. Његова вереница је Лавинија Свајер, ћерка либералног министра. Вилијам Мејсон, други лакеј, такође је у војсци, чак и након покушаја грофице Вајолет да га спаси од регрутације. Обојица су повређени у експлозији бомбе. Вилијам умире од рана, али тек након што се на самрти венча са Дејзи, кухињском слушкињом, у коју је био заљубљен. Иако Дејзи не верује да воли Вилијама, она се удаје за њега јер је то била његова последња жеља. Тек након кратког сусрета са грофицом Вајолет, она почиње да схвата да је њена љубав стварна.
Мери, иако схвата да још увек воли Метјуа, вери се са сер Ричардом Карлајлом, новинским могулом. Њихова веза је стеновита, али Мери се осећа обавезном да се уда за њега, јер је он заташкао њен скандал са Кемалом Памуком из прве сезоне. Господин Бејтс говори Ани да се коначно разводи, али проблеме им ствара повратак његове супруге Вере која прети да ће открити улогу Ане у Мерином скандалу, осим ако Бејтс не оде са њом. Како би спасио Ану, он пристаје, али лорд Грантам је бесан. Међутим, госпођа Хјуз је чула Верине захтеве. Убрзо, Вера мистериозно умире. Уз могућност легалних проблема у вези са Верином смрћу, Ана инсистира да се она и Бејтс венчају како би могла да га подржи кроз потешкоће. Они се венчају тајно, са подршком леди Мери која им организује да проведу своју прву брачну ноћ у соби за госте.
Леди Сибил је уз Изобелину помоћ добила место на курсу који ће је обучавати као медицинску сестру. Убрзо, део Даунтона је претворен у ратну болницу. Шофер Том Брансон признаје своја осећања леди Сибил. Како су у току припреме за венчање Метјуа и Лавиније, Сибил жељом да се уда за Брансона шокира и ужасава своје родитеље. Лорд Грантам се снажно противи томе, али његове претње социјалном срамотом и дезинхронизацијом не мењају Сибилино мишљење. Грантам покушава и да подмити Брансона, али он одбија, а на крају им нерадо даје благослов.
Кора, Лавинија и Карсон су тешко болесни од шпанског грипа. О’Брајенова неуморно брине о Кори, покушавајући да се искупи за то што је она одговорна јер је Кора побацила. Метју и Мери схватају да се још увек воле, али признају једно другом да се не могу венчати, јер би то било ужасно окрутно према Лавинији. Међутим, пољубе се док Лавинија силази низ степенице. Када јој болест одлаже венчање, Лавинија каже Метјуу да је чула и видела све. Она осећа да би требало отказати венчање због њега и Мери, али Метју одбија. Томас, који се у рату намерно ранио како би се вратио у Енглеску, види Карсонову болест као прилику да буде користан у кући. Лавинија нагло умире, говорећи Метјуу да је тако најбоље, охрабрујући га да ожени Мери, што узрокује велику кривицу код њега и Мери.
Нова слушкиња Етел Паркс иритира остатак послуге својим сталним говорима о побољшању себе. Већина је занемарује, али О’Брајенова јој је више пута подвалила. Етел заводи повређеног официра, мајора Брајанта. Госпођа Хјуз их проналази заједно у кревету и отера Етел, али се сажаљева над њом и помаже јој кад Етел схвати да је затруднела. Мајор Брајант одбија да призна малог Чарлија као свог сина.
У финалу сезону, Бејтс је ухапшен и проглашен кривим за убиство своје супруге и осуђен је на смрт, али казна је касније преиначена у затворску казну. Мери и Метју током прославе Божића коначно схватају да се воле и Метју је проси.

### 3. сезона
На почетку треће сезоне, која покрива период од 1920. до 1921. године, Мери и Метју се коначно венчавају, али Роберт сазнаје да је део породичног богатства (Корино наследство) изгубљен, услед лошег улагања. У међувремену, Идит се заљубљује у сер Антонија Стралана, који је одбија, с обзиром да је старији од ње, а у рату је изгубио руку. На Идитино инсистирање Антони пристаје да је ожени, Роберт им даје благослов, међутим Антони мисли да није достојан Идит, те је оставља на олтару, што слама Идит.
Послузи се придружују нови чланови — лакеји Алфред и Џими, као и још једна кухињска слушкиња — Ајви. Алфред се на први поглед допада Дејзи, али он се ипак интересује за Ајви. Томас и О’Брајенова улазе у сукоб. Етел, слушкиња која је у другој сезони остала трудна са (сада покојним) официром, бави се проституцијом како би прехранила свог сина, Чарлија, али уз Изобелину помоћ пристаје на то да га мајореви родитељи одведу, како би имао бољи живот.
У затвору, Бејтсов "цимер" у ћелији покушава да му смести дрогу, али Бејтсу други затвореник говори о томе, те Бејтс успева да скарије пакет дроге пре него што су га чувари нашли. У Даунтону, госпођа Хјуз сазнаје да можда има рак дојке, али се испоставља да је тумор доброћудан. Том Брансон и трудна леди Сибил враћају се у Даунтон из Ирске, након што је Том умешан у спаљивање куће ирских аристократа. Том не наилази на милост породице Кроли, нарочито Роберта.
Новац који Метју може наследити од Лавинијиног недавно преминулог оца, може спасити Даунтон од банкрота, након Робертовог лошег улагања Кориног новца. Због гриже савести око Лавинијине смрти у другој сезони, Метју не жели да прими наследство, што проузрокује свађу са леди Мери. Метју ипак попушта, али Робертова одбија да прихвати то наслеђе као поклон, па Метју и Роберт стижу до компромиса у којем Метју прихвата и користи наслеђе да инвестира у Даунтон, дајући му једнако право у томе како се имовина води.
Породица доживљава трагедију, након што Сибил умире на порођају од еклампсије. Срећом, њена ћерка преживи и Том одлучује да је назове Сиби. Кора у почетку за смрт ћерке криви Роберта. Бејтс је пуштен из затвора, након што Ана успева да пронађе доказ да је невин. Мери и Метју су скрхани чињеницом да не могу имати децу, међутим Мери обавља операцију након које успева да затрудни. Кролијеви посећују Вајолетину нећаку Сузан, њеног мужа Хјуа „Шримпија”, маркиза од Флинтшира, у Шкотској и њихову ћерку Роуз, од које крију да желе да се разведу. На крају сезоне, Мери се порађа и на свет доноси здравог дечака којем дају име Џорџ. Метју их посећује у болници, али при повратку у Даунтон умире у саобраћајној несрећи.

### 4. сезона
Четврта сезона, смештена од 1922. до 1923. године, почиње сазнањем о изненадном одласку госпођице О’Брајен, која је напустила Даунтон како би служила леди Флинтшир у Индији. Као замена доведена је Една Брајтвејт, која успева да смува Тома и лажира трудноћу, међутим госпођа Хјуз то сазнаје и отпушта је, тако да Корина нова лична слушкиња постаје Филис Бакстер, жена мрачне прошлости. Мозли губи посао Метјуовом смрћу и упркос Вајолетиним напорима, не успева да га пронађе. Након Алфредовог одласка, господин Карсон му нуди посао лакеја, што Мозли одбија. У Даунтон долази леди Роуз Меклер, рођака Кролијевих. Она касније улази у везу са црначким џез музичарем, Џеком, што не наилази на Робертово одобравање.
Након Метјуове смрти, Мери је месецима у жалости, али породица успева да је наговори да настави даље. Убрзо се појављују два нова удварача — Антони (лорд Гилингам) и Чарлс Блејк, мада Мери у почетку није заинтересована. Лорд Гилингам је касније проси, чак и оставља своју вереницу Мејбел, међутим она га одбија јер још увек не може да преболи Метјуа.
Леди Идит, која већ неко време пише колумну у часопису и Мајкл Грегсон, уредник часописа, се заљубљују једно у друго. Он је ожењен, међутим по законима тог времена, не може да се разведе од своје ментално болесне супруге, која се налази у изолацији. Грегсон одлази у Немачку да затражи држављанство, што му омогућава да се разведе, међутим убијају га нацисти. Идит схвата да је затруднела са њим и обраћа се тетки Розамунд за помоћ како би сакрила срамоту. Она је наговора да се тајно породи у Швајцарској и да да дете на усвајање тамошњој породици. Идит то чини, међутим након неког времена одлучује да узме своју ћерку и даје је на усвајање породици Дру која држи фарму у близини Даунтона, али истину говори само господину Друу, те његова супруга мисли да је Мериголд ћерка покојне пријатељице њеног мужа.
Током посете лорда Гилингама Даунтону, господин Грин, његов лични слуга, силује Ану. Госпођа Хјуз то сазнаје и Ана је моли да не каже ништа Бејтсу, јер се плаши да би га Бејтс могао убити. Касније, Бејтс то сазнаје, а мало после тога сазнаје се да је Грин убијен у Лондону. Ана схвата да је Бејтс био у Лондону на дан убиства. Госпођа Хјуз налази у џепу Бејтсовог капута возну карту од Јорка до Лондона на дан Гриновог убиства и то говори Мери, те Мери одлучује да је спали.

### 5. сезона
У петој сезони, која покрива 1924. годину, руски прогнаник, принц Курагин, жели да обнови своје прошле осећаје према старој грофици, Вајолет. Уместо тога, Вајолет проналази његову жену у Хонг Конгу и поново уједињује принца и његову отуђену жену. Скотланд Јард и локална полиција истражују Гринову смрт. Вајолет сазнаје за Идитину ћерку, Мериголд. У међувремену, госпођа Дру, не знајући истинито порекло Мериголд, љути се због Идитиних сталних посета. Након што је Идит наследила издавачку кућу Мајкла Грегсона, одвела је Мериголд од Друових и преселила се у Лондон. Брикер, стручњак за уметност заинтересован за једну од слика у Даунтону, показује своје истинске намере према Кори, те га Роберт избацује, што узрокује привремену свађу између Коре и Роберта. Моузли и Бакстерова се све више зближавају.
Мери пристаје на аферу за једну ноћ са лордом Гилингамом, за коју Вајолет касније сазнаје. У међувремену, Чарлс Блејк покушава да поново споји Гилингама са његовом бившом вереницом Мејбел, како би повећао шансе код Мери. Убрзо након ноћи које су провели заједно, Мери оставља лорда Гилингама, који се враћа Мејбел.
Одлука госпође Патмор да инвестира своје наслеђе у некретнине инспирише господина Карсона, да учини исто. Он предлаже госпођи Хјуз инвестира са њим, али она признаје да нема новца због константног слања плате у сврху лечења ментално неспособне сестре. Леди Роуз вери се са Атикусом Алдриџом, сином Лорда и Лади Синдерби. Лорд Синдерби се снажно противи Атикусовом венчању са девојком која није јеврејске вероисповести. Изобел се виђа са лордом Мертоном, који је касније проси. Она прихвата, али касније раскида веридбу због омаловажавајућих коментара синова Лорда Мертона на рачун њеног порекла. Леди Флинтшир се разним сплеткама труди да уништи Роузино и Атикусово венчање, укључујући и најављивање свима на венчању да се она и њен муж разводе, намеравајући да изазове скандал који би спречио Роузин брак са Атикусом, али не успева у томе и њих двоје се ипак венчају.
Бејтс је осумњичен за Гриново убиство. Испоставља се да је возна карта коју је Мери претходно спалила доказ Бејтсове невиности, пошто је била непоништена. Када је Ана ухапшена због сумње да је убила Грина, Бејтс пише лажну исповест пре бега у Ирску. Госпођица Бакстер и Моузли успевају да докажу да је Бејтс био у Јорку за време убиства. Ова нова информација омогућава Ани да буде пуштена. Кора од љубоморне госпође Дру сазнаје истину о Мериголд и жели да она буде одгојена у Даунтону. Мариголд је представљена као Идитина штићеница, али Роберт и Том на крају схватају истину, које једино Мери још није свесна.
Током прославе Божића, Том Брансон објављује да се сели у Америку да ради за свог рођака, водећи са собом ћерку Сиби. Током посете Роуз, Атикусу и његовим родитељима, Мери на забави упознаје аутомобилисту Хенрија Толбота, зближавају се, али он одлази већ следећег јутра. Господин Карсон проси госпођу Хјуз и она то прихвата.

### 6. сезона
У шестој сезони, која покрива 1925. годину, у Даунтонској опатији се поново јављају промене како се средња класа диже, а више банкротираних аристократа су присиљени да продају своје велике поседе. Даунтон мора учинити више да осигура свој будући опстанак — сматра се смањење броја запослених, што присиљава Томаса да тражи посао негде другде. Рита Беван, собарица у хотелу у ком је леди Мери спавала са лордом Гилингамом, почиње да уцењује Мери да ће рећи свима истину, међутим Роберт успева да среди ствар. Идит се више посвећује вођењу свог часописа. Вајолет и Изобел улазе у још један сукоб, док се разматра преузимање власти у локалној болници.
У међувремену, Ана пати од учесталих побачаја. Леди Мери је одводи до специјалисте који дијагностикује стање које се може излечити и Ана поново затрудни. Господин Карсон и госпођа Хјуз се не слажу око тога где да одрже венчање, али на крају одлучују да га одрже у школи, што љути леди Мери која је инсистирала да се венчају у Даунтону. Током венчања, Том Брансон се поново појавуљује са Сиби, вративши се у Даунтон заувек. Којл, који је изманипулисао Бакстерову на крађу на претходном послу, осуђен је након што су она и други сведоци наговорени да сведоче. Након што госпођа Дру киднапује Мариголд, Друови напуштају фарму. Дејзи је убедила Тома да замоли лорда Грантама да да њеном свекру, господину Мејсону, станарско право.
Роберт пати од готово фаталне здравствене кризе. Његов чир се распрсне и он одлази у болницу на хитну операцију. Операција је успешна, али Мери и Том морају преузети управљање Даунтоном. Вереница Ларија Мертона, Амелија, охрабрује лорда Мертона и Изобел Кроли да обнове своју веридбу, али Вајолет с правом сумња да Амелија жели да Изобел преузме бригу о болесном лорду Мертону. Дејзи и господин Моузли имају високе оцене на својим недавно положеним академским испитима. Моузли је био толико успешан да му је понуђено место учитеља у школи. Мери се поново сусреће са Хенријем Толботом, који јој признаје да је заљубљен у њу. Она га касније одбија, неспособна да живи са сталним страхом да би могао бити убијен у ауто трци и због чињенице да није племићког порекла. Берти Пелхам са којим се Идит зближила је проси, али она оклева да прихвати због Мариголд. Вајолет нагло одлази на дугачко крстарење да би повратила своју смиреност јер је Кора преузела њено место у болници.
Берти Пелхам неочекивано наслеђује свог другог рођака као маркиза, сели се у дворац Бранкастер, а Идит прихвата да се уда за њега, под условом да ће и Мариголд живети са њима, ипак му не говорећи да је то заправо њена ћерка. Љубоморна Мери током доручка говори Бертију да је Мариголд Идитина ћерка, због чега Берти одлази. Том се суочава са Мери због њене злобности и њених истинских осећаја према Хенрију и убеђује је да му призна да га воли. Мери и Хенри се потом мире и венчавају. Очајни Томас покушава самоубиство, а спасава га Бакстерова, узрокујући Роберта и господина Карсона да преиспитају Томасову даљу позицију у Даунтону. Мери се извињава Идит и оне се мире. Мери организује састанак изненађења Идит и Бертију, а Берти је поново проси. Идит прихвата. Томас проналази посао батлера и напушта Даунтон, али је несретан на новој позицији.
Лорду Мертону дијагностикује се стална пернициозна анемија и Амелија брани Изобел да га виђа. Уз Вајолетину помоћ, Изобел улази у кућу Мертонових и објављује да ће одвести лорда Мертона и удати се за њега, на његово задовољство. Лорд Мертон је касније исправно дијагностикован са нефаталном анемијом. Хенри и Том отварају продавницу половних аутомобила, док Мери објављује да је трудна. Моузли прихвата посао учитеља за стално и он и госпођица Бакстер обећавају једно другом да ће се и даље виђати. Дејзи и Енди коначно признају своја осећања једно другом. Карсон сазнаје да има парализу и мора се пензионисати. Лорд Грантам предлаже да се Томас врати као батлер, са господином Карсоном у улози надзорника. Идит и Берти се венчавају на новогодишње вече. Ана се порађа током пријема, те она и Бејтс постају родитељи здравог сина. Серија се завршава годишњом прославом Божића у Даунтону, где Вајолет и Изобел разговарају о променама које им будућност носи.

## Улоге

### Главне улоге
| Глумац              | Лик                                               | Сезоне          | Сезоне          | Сезоне          | Сезоне          | Сезоне          | Сезоне          |
| Глумац              | Лик                                               | 1               | 2               | 3               | 4               | 5               | 6               |
| ------------------- | ------------------------------------------------- | --------------- | --------------- | --------------- | --------------- | --------------- | --------------- |
| Хју Боневил         | Роберт Кроли, гроф од Грантама                    | Главни          | Главни          | Главни          | Главни          | Главни          | Главни          |
| Елизабет Мекгаверн  | Кора Кроли, грофица од Грантама                   | Главни          | Главни          | Главни          | Главни          | Главни          | Главни          |
| Мишел Докери        | Леди Мери Толбот (рођ. Кроли)                     | Главни          | Главни          | Главни          | Главни          | Главни          | Главни          |
| Лора Кармајкл       | Леди Идит Пелхам, маркиза од Хексама (рођ. Кроли) | Главни          | Главни          | Главни          | Главни          | Главни          | Главни          |
| Џесика Браун Финдли | Леди Сибил Брансон † (рођ. Кроли)                 | Главни          | Главни          | Главни          | Не појављује се | Не појављује се | Не појављује се |
| Меги Смит           | Вајолет Кроли, стара грофица од Грантама          | Главни          | Главни          | Главни          | Главни          | Главни          | Главни          |
| Ден Стивенс         | Метју Кроли †                                     | Главни          | Главни          | Главни          | Не појављује се | Не појављује се | Не појављује се |
| Пенелопи Вилтон     | Изобел Кроли                                      | Главни          | Главни          | Главни          | Главни          | Главни          | Главни          |
| Џим Картер          | Чарлс „Чарли” Карсон                              | Главни          | Главни          | Главни          | Главни          | Главни          | Главни          |
| Брендан Којл        | Џон Бејтс                                         | Главни          | Главни          | Главни          | Главни          | Главни          | Главни          |
| Шивон Финеран       | Сара О’Брајен                                     | Главни          | Главни          | Главни          | Не појављује се | Не појављује се | Не појављује се |
| Џоана Фрогат        | Ана Бејтс (рођ. Смит)                             | Главни          | Главни          | Главни          | Главни          | Главни          | Главни          |
| Филис Логан         | Елси Карсон (рођ. Хјуз)                           | Главни          | Главни          | Главни          | Главни          | Главни          | Главни          |
| Томас Хауз          | Вилијам Мејсон †                                  | Главни          | Главни          | Не појављује се | Не појављује се | Не појављује се | Не појављује се |
| Роб Џејмс-Колијер   | Томас Бароу                                       | Главни          | Главни          | Главни          | Главни          | Главни          | Главни          |
| Роуз Лесли          | Гвен Досон                                        | Главни          | Не појављује се | Не појављује се | Не појављује се | Не појављује се | Гостујући       |
| Софи Мекшера        | Дејзи Мејсон (рођ. Робинсон)                      | Главни          | Главни          | Главни          | Главни          | Главни          | Главни          |
| Лесли Никол         | Берил Патмор                                      | Главни          | Главни          | Главни          | Главни          | Главни          | Главни          |
| Еми Натал           | Етел Паркс                                        | Не појављује се | Главни          | Главни          | Не појављује се | Не појављује се | Не појављује се |
| Кевин Дојл          | Џозеф Моузли                                      | Епизодни        | Епизодни        | Главни          | Главни          | Главни          | Главни          |
| Ален Лич            | Томас „Том” Брансон                               | Епизодни        | Епизодни        | Главни          | Главни          | Главни          | Главни          |
| Мет Милн            | Алфред Њугат                                      | Не појављује се | Не појављује се | Главни          | Главни          | Не појављује се | Не појављује се |
| Ед Спилерс          | Џејмс „Џими” Кент                                 | Не појављује се | Не појављује се | Главни          | Главни          | Главни          | Не појављује се |
| Лили Џејмс          | Леди Роуз Алдриџ (рођ. Меклер)                    | Не појављује се | Не појављује се | Епизодни        | Главни          | Главни          | Гостујући       |
| Дејвид Роб          | доктор Ричард Кларксон                            | Епизодни        | Епизодни        | Епизодни        | Главни          | Главни          | Главни          |
| Кера Теоболд        | Ајви Стјуарт                                      | Не појављује се | Не појављује се | Епизодни        | Главни          | Не појављује се | Не појављује се |
| Ракел Касиди        | Филис Бакстер                                     | Не појављује се | Не појављује се | Не појављује се | Епизодни        | Главни          | Главни          |
| Том Кулен           | Лорд Антони Фојл, виконт од Гилингама             | Не појављује се | Не појављује се | Не појављује се | Епизодни        | Главни          | Не појављује се |
| Џулијан Овенден     | Чарлс Блејк                                       | Не појављује се | Не појављује се | Не појављује се | Епизодни        | Главни          | Не појављује се |
| Мајкл Фокс          | Ендру „Енди” Паркер                               | Не појављује се | Не појављује се | Не појављује се | Не појављује се | Епизодни        | Главни          |
| Метју Гуд           | Хенри Толбот                                      | Не појављује се | Не појављује се | Не појављује се | Не појављује се | Гостујући       | Главни          |
| Хари Хејден Пејтон  | Херберт „Берти” Пелхам                            | Не појављује се | Не појављује се | Не појављује се | Не појављује се | Гостујући       | Главни          |

## Епизоде
Даунтонска опатија броји 47 регуларних епизода и 5 божићних специјала (укупно 52 епизоде), смештених у 6 сезона.
| Сезона | Сезона | Епизоде | Епизоде | Оригинално емитовање | Оригинално емитовање                   |
| Сезона | Сезона | Епизоде | Епизоде | Премијера            | Финале                                 |
| ------ | ------ | ------- | ------- | -------------------- | -------------------------------------- |
|        | 1.     | 7       | 7       | 26. септембар 2010.  | 7. новембар 2010.                      |
|        | 2.     | 8 + 1*  | 8 + 1*  | 18. септембар 2011.  | 6. новембар 2011. 25. децембар 2011.*  |
|        | 3.     | 8 + 1*  | 8 + 1*  | 16. септембар 2012.  | 4. новембар 2012. 25. децембар 2012.*  |
|        | 4.     | 8 + 1*  | 8 + 1*  | 22. септембар 2013.  | 10. новембар 2013. 25. децембар 2013.* |
|        | 5.     | 8 + 1*  | 8 + 1*  | 21. септембар 2014.  | 9. новембар 2014. 25. децембар 2015.*  |
|        | 6.     | 8 + 1*  | 8 + 1*  | 20. септембар 2015.  | 8. новембар 2015. 25. децембар 2015.*  |

* Божићни специјал

## Филм
Дана 13. јула 2018. године потврђено је да ће дугометражни филм који представља наставак серије бити снимљен. Филм је писао Џулијан Фелоуз, режирао га је Брајан Персивал, а дистрибуцију су радили Focus Features и Universal Pictures International. Премијера је била 13. септембра 2019. године. Радња филма се одвија 1927. године, 2 године након завршетка серије и врти се око посете краља Џорџа и краљице Мери Даунтону, што изазива неприлике породици Кроли и њиховој послузи.

## Награде
Серија је освојила две награде BAFTA, a на 63. доделама Емија, добила је једанаест номинација, од којих су четири биле за главне категорије.
| награда | година | категорија                             | номиновани         | добио |
| ------- | ------ | -------------------------------------- | ------------------ | ----- |
| Еми     | 2011   | најбоља мини-серија или ТВ-филм        |                    | Да    |
| Еми     | 2011   | најбољи режисер мини-серије            | Брајан Фелоуз      | Да    |
| Еми     | 2011   | најбољи сценарио за мини-серију        | Џулијан Фелоуз     | Да    |
| Еми     | 2011   | најбоља главна глумица у мини-серији   | Елизабет Макгаверн | Не    |
| Еми     | 2011   | најбоља споредна глумица у мини-серији | Меги Смит          | Да    |
| Еми     | 2012   | најбоља мини-серија или ТВ-филм        |                    | Не    |
| Еми     | 2012   | најбољи режисер мини-серије            | Брајан Персвал     | Не    |
| Еми     | 2012   | најбољи сценарио за мини-серију        | Џулијан Фелоуз     | Не    |
| Еми     | 2012   | најбољи главни глумац у мини-серији    | Хју Боневил        | Не    |
| Еми     | 2012   | најбоља главна глумица у мини-серији   | Мишел Докери       | Не    |
| Еми     | 2012   | најбољи споредни глумац у мини-серији  | Џим Картер         | Не    |
| Еми     | 2012   | најбољи споредни глумац у мини-серији  | Брендан Којл       | Не    |
| Еми     | 2012   | најбоља споредна глумица у мини-серији | Меги Смит          | Да    |
| Еми     | 2012   | најбоља споредна глумица у мини-серији | Џоана Фрогат       | Не    |

| награда | категорија                       | номиновани      | добио |
| ------- | -------------------------------- | --------------- | ----- |
| BAFTA   | најбоља серија (драма)           |                 | Не    |
| BAFTA   | најбољи споредни глумац у серији | Брендан Којл    | Не    |
| BAFTA   | најбољи режисер серије           | Брајан Персивал | Да    |
| BAFTA   | најбољи звук у серији            |                 | Да    |
| BAFTA   | најбољи дизајн серије            |                 | Не    |
| BAFTA   | најбоља режија у серији          |                 | Не    |
| BAFTA   | најбоља фотографија у серији     |                 | Не    |